# Taryn Marler
Taryn Natalie Marler (* 1. September 1988 in Brisbane) ist eine australische Schauspielerin. Sie wurde durch die Rolle der Rachel Samuels in der TV-Serie Blue Water High bekannt.
2008 ersetzte sie Amrita Tarr, die die Rolle der Julia spielte, in der zweiten Staffel von H2O – Plötzlich Meerjungfrau. Seit 2010 spielt Taryn Natalie Marler erneut in der Serie mit, diesmal als Wills Schwester, Sophie Benjamin.

## Filmografie
- 2006: Blue Water High (Fernsehserie, 26 Folgen)
- 2006: Car Pool (Kurzfilm)
- 2008–2010: H2O – Plötzlich Meerjungfrau (H2O: Just Add Water, Fernsehserie, 21 Folgen)
- 2009: I Am You – Mörderische Sehnsucht (In Her Skin)
- 2016: Sea Monsters (Kurzfilm)
- 2017: The Hamster Snatcher (Kurzfilm, auch Drehbuch und Regie)